# Confide in Me (álbum)
Confide in Me es un álbum compilación por la cantante australiana Kylie Minogue publicado por Deconstruction Record en el año 2001. Contiene temas de los álbumes Kylie Minogue (1994) e Imposible Princess (1997).

## Lista de canciones
1. "Put Yourself in My Place" — KM
2. "Some Kind of Bliss" — IP
3. "Surrender" — KM
4. "If I Was Your Lover" — KM
5. "Limbo" — IP
6. "Did It Again" — IP
7. "Through the Years" — IP
8. "Too Far" — IP
9. "Say Hey" — IP
10. "Time Will Pass You By" — KM
11. "Cowboy Style" — IP
12. "Falling" — KM
13. "I Don't Need Anyone" — IP
14. "Dreams" — IP
15. "Jump" — IP
16. "Drunk" — IP
17. "Confide in Me" — KM

- Datos: Q1767558